# 톰 뮬리카
톰 뮬리카(영어: Tom Mulica, 1948년 8월 19일 ~ 2016년 2월 18일)은 미국의 마술사이자 코미디언이다. 
1948년 미국 위스콘신주 워펀에서 태어났다. 1953년 5살때 그는 텔레비전 방송국 NBC에서 광대가 되기로 결심을 하였다. 1966년 18세에 군입대를 하였다. 3년간 군복무를 하였다. 1991년에 미국으로 돌아와서 코미디 마술사로 경력을 쌓았다. 1997년 49세 나이에 마술사 은퇴를 하였다.

## 출연 작품

### 영화
- 《파인딩 포레스터》 (2000년)
- 《줄리앙 동키 보이》 (1999년)